# Семенихин, Демьян Васильевич
Демьян Васильевич Семенихин — советский хозяйственный, государственный и политический деятель, Герой Социалистического Труда.

## Биография
Родился 9 июля 1902 года в селе Гнилуша. Член КПСС с 1926 года.
С 1926 года — на хозяйственной, общественной и политической работе. В 1926—1958 гг. — горный инженер, на инженерной работе в Сызрани, управляющий трестом «Боковантрацит» комбината «Ворошиловградуголь», участник Великой Отечественной войны.
19 июля 1941 года был призван по партийной мобилизации в ряды Красной Армии. Участвовал сначала в составе 639 отдельного зенитного артдивизиона в должности комиссара дивизиона до 20 января 1942 года, затем назначен комиссаром 1166-го стрелкового полка 346-й стрелковой дивизии 61-й армии Брянского фронта. В феврале 1942 года получил тяжелое ранение в бою под пос. Клягинский Ульяновского р-на Брянской области.
С 1944 года назначен управляющим трестом «Товарковоуголь» комбината «Тулауголь», начальник шахты имени ОГПУ треста «Несветайантрацит» комбината «Шахтантрацит».
Указом Президиума Верховного Совета СССР от 26 апреля 1957 года присвоено звание Героя Социалистического Труда с вручением ордена Ленина и золотой медали «Серп и Молот».
Умер в городе Гудаута в 1961 году.